# Michele Frangilli
Michele Frangilli, född 1 maj 1976 i Gallarate i Italien, är en italiensk bågskytt som tog brons i lagtävlingen vid de olympiska sommarspelen 1996. Han slutade på sjätte plats i den individuella tävlingen. Fyra år senare tog han silver i lagtävlingen vid olympiska sommarspelen 2000 i Sydney. Han slutade på tionde plats i den individuella tävlingen.
I finalen i OS i London 2012 mot USA avgjorde Frangilli den dramatiska matchen till Italiens fördel med en sista pil i 10:an och vann därmed OS-guld i grenen Men Team.  
Frangilli har hittills vunnit 11 titlar i världsmästerskap inomhus, tavla utomhus och fältskytte och har varit rankad världsetta vid ett antal tillfällen genom karriären.  
Michele Frangilli är också medförfattare till boken "The Heretic Archer", där Michele och hans far Vittorio Frangilli skriver om deras syn på teknik inom olympiskt bågskytte.  